# شوجی کوکامی
شوجی کوکامی (انگلیسی: Shoji Kokami؛ زادهٔ ۲ اوت ۱۹۵۸) کارگردان فیلم، و نمایشنامه‌نویس اهل ژاپن است.